# Cerc polar

Cercurile polare, cele ale tropicelor și ecuatorul

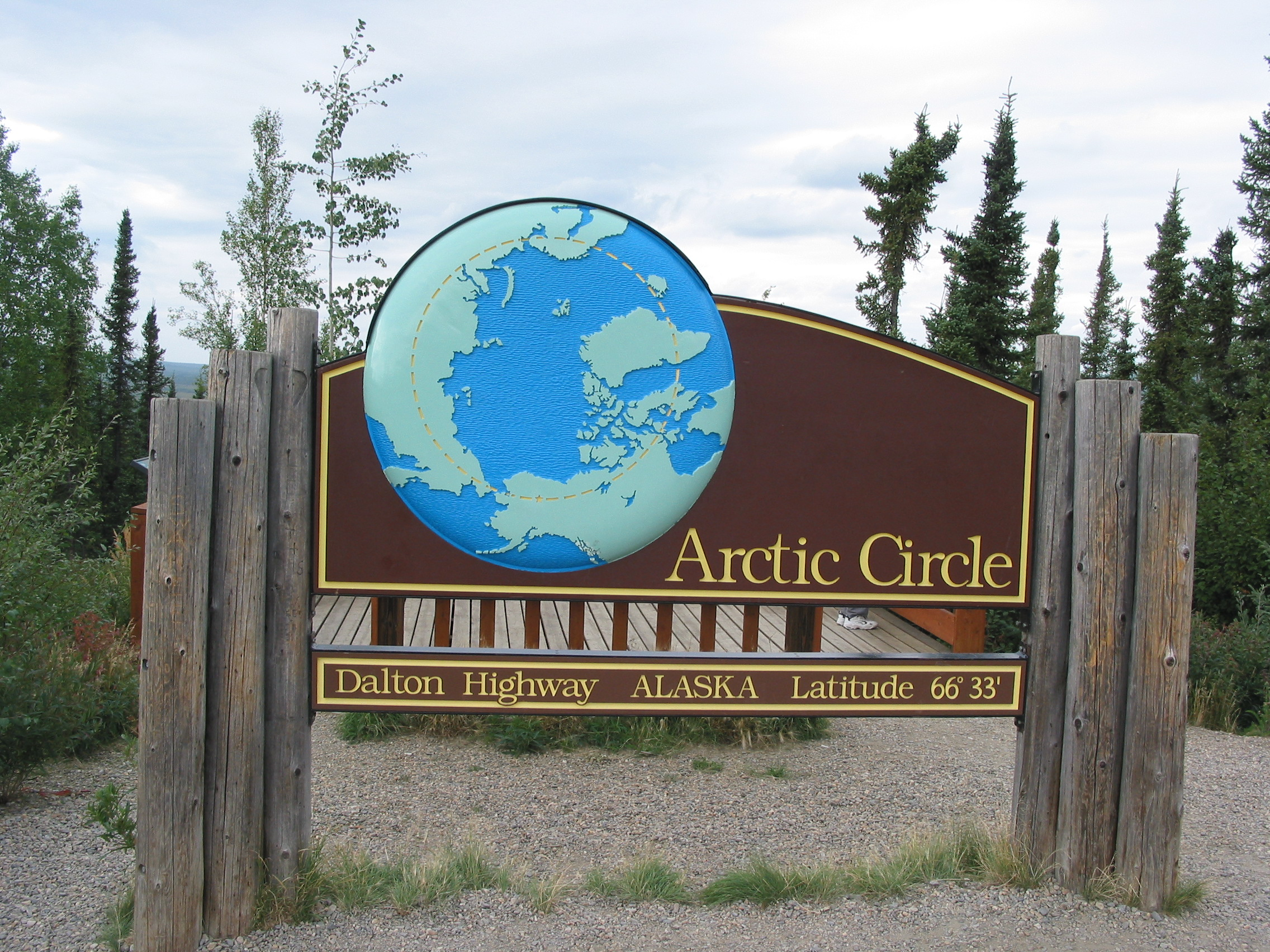
Cercul polar în Alaska la 66° 33′ N

Cercurile polare sunt două paralele ale Pământului, la distanță egală de ecuator. Cercurile polare delimitează în jurul polilor respectivi două regiuni în care cel puțin o zi din an lumina zilei durează 24 de ore și, similar, cel puțin o zi din an întunericul nopții durează 24 de ore. Latitudinea cercurilor polare este determinată de unghiul de 23˚ 26' 22" dintre planul orbitei Pământului și axa sa de rotație. Astfel, cercurile polare se găsesc la 66˚ 33' 38" N în emisfera nordică și la 66˚ 33' 38" S în emisfera sudică.
Distanța dintre poli și cercurile polare respective este de 2.600 km, iar cea de la ecuator la fiecare din cercurile polare măsoară 7.385 km. În prezent din cauza oscilației lente a axei de rotație terestre („precesie”) cercurile polare se apropie de polul respectiv cu 14,4 m anual.
Cercurile polare despart regiunile polare de cele temperate.

## Noaptea și ziua polară
În regiunile polare în funcție de latitudinea locului, pe o durată mai mică sau mai mare din an, Soarele fie rămâne 24 de ore și mai mult deasupra orizontului („ziua polară”), fie dedesubtul lui („noaptea polară”). În zonele din imediata vecinătate a cercului polar (dar în interiorul regiunii polare), cele mai multe zile din an sunt normale (cu perioade de lumină și de întuneric), însă în perioada solstițiului de vară, timp de una sau mai multe zile, soarele doar se apropie de orizont fără să apună; similar, în perioada solstițiului de iarnă una sau mai multe zile soarele nu răsare. La pol aceste excepții au loc tot timpul anului, astfel încât acolo în decursul unui an lumina de zi durează încontinuu 6 luni, urmată de 6 luni de întuneric (noapte).